# 格子扁帽螺
格子扁帽螺（学名：Phenacolepas crenulata）为扁帽螺科扁帽螺屬下的一个种。

## 扩展阅读
- 維基物種上的相關：格子扁帽螺